# Inemar
INEMAR è l'acronimo di INventario EMissioni ARia. Indica un database progettato a partire dal 1999 ed utilizzato per realizzare l'inventario delle emissioni di inquinanti in atmosfera in 8 regioni italiane: Lombardia, Piemonte, Emilia-Romagna, Veneto, Trentino-Alto Adige, Friuli-Venezia Giulia, Puglia, Marche. La stima delle emissioni atmosferiche avviene a livello comunale per diversi inquinanti e combustibili utilizzando le metodologie definite in ambito europeo ed internazionale.

## Il database
Si tratta di un archivio multiutente in ambiente RDBMS Oracle che può essere basato su qualsiasi piattaforma in grado di supportare Oracle. È accessibile da qualsiasi PC utente connesso in rete, via client Access, per visionare, modificare o elaborare in locale i dati.  
Il database viene popolato con le variabili necessarie per effettuare la stima delle emissioni. Tra queste non vi sono soltanto dati ottenuti da misure dirette, ma sono inclusi anche gli indicatori di attività (ossia le quantità atte a descrivere l'attività dell'emissione in questione, es. consumo di combustibili o carburanti, consumo di solventi, quantità incenerita, ecc.), i fattori di emissione, e tutti i dati statistici necessari per effettuare la disaggregazione spaziale e temporale delle emissioni (variabili proxy, coefficienti di distribuzione temporale, ecc.)
Sono contenuti nel sistema INEMAR anche gli algoritmi e le procedure che servono per ottenere la stima delle emissioni per le diverse tipologie emissive, oltre naturalmente ai valori di emissione stimati (dati di output).
I moduli della versione 6.0 di INEMAR sono i seguenti:
- Puntuali
- Diffuse
- Traffico
- Biogeniche
- Riscaldamento
- Gestione tabelle generali
- Discariche
- Serbatoi
- Aeroporti
- Porti
- Agricoltura
- Lancio procedure
- Polveri fini
- Emissioni aggregate
- Distribuzioni temporali
- Emissioni per arco

I moduli Puntuali, Diffuse, Traffico, Biogeniche, Discariche,  
Serbatoi, Aeroporti, Porti, Agricoltura, Polveri fini, Emissioni aggregate,
Distribuzioni temporali, Emissioni per arco, agiscono ognuno tramite particolari algoritmi per produrre come output le emissioni delle sorgenti corrispondenti. Il modulo Riscaldamento produce invece come output i fabbisogni termici comunali per tipologia di edificio abitativo e di combustibile, dati che poi vengono utilizzati come variabili proxy per la disaggregazione delle emissioni provinciali. 
Il modulo Gestione tabelle generali contiene tutti i dati utilizzati dagli algoritmi dei singoli moduli per produrre le stime (fattori di emissione, ecc.); il modulo Lancio procedure serve per lanciare da maschera le procedure di calcolo dei singoli moduli operativi.

## Versioni e risultati
INEMAR ha conosciuto nella sua storia diverse versioni, con continui miglioramenti e con implementazione di nuove procedure. 
È stato utilizzato nella versione 3.0 per l'inventario delle emissioni della Lombardia del 2001, nella versione 4.0 per quello del 2003 e nella versione 5.0 per quello del 2005. L'attuale versione 6.0, realizzata nell'ambito della convenzione per l'utilizzo di Inemar fra le Regioni del Bacino Padano e la Puglia, è stata utilizzata per l'inventario delle emissioni della Lombardia del 2007. 
In quest'ultimo, le emissioni sono state pubblicate per i seguenti inquinanti: ossidi di zolfo (SO2), ossidi di azoto (NOx), composti organici volatili non metanici (COVNM), metano (CH4), monossido di carbonio (CO), anidride carbonica (CO2), ossido di diazoto (N2O), ammoniaca (NH3), particolato fine con diametro inferiore a 2.5 micron (PM2.5), particolato fine con diametro inferiore a 10 µm (PM10), polveri totali sostese (PTS), diossine e inquinanti aggregati, ossia anidride carbonica equivalente (CO2eq), precursori dell'ozono (TOFP) e sostanze acidificanti (H+). Anche se non sono state pubblicate, sono state stimate le emissioni di molti altri inquinanti, tra cui i metalli pesanti: arsenico (As), cadmio (Cd), cromo (Cr), rame (Cu), manganese (Mn), mercurio (Hg), nichel (Ni), piombo (Pb), selenio (Se) e zinco (Zn). Sono anche stati prodotti gli output dei consumi di carburanti e delle percorrenze per quanto riguarda il traffico autoveicolare.

## Origini del sistema
Nel 1999 il Piano Regionale per la Qualità dell'Aria (PRQA) della Lombardia ha permesso la nascita di questo inventario delle emissioni. Le parti della convenzione erano la Direzione Generale Qualità dell'Ambiente della Regione Lombardia, e la Fondazione Lombardia per l'Ambiente (FLA).
Dopo tre anni, nel 2001, ulteriori sviluppi di Inemar sono stati possibili grazie a una convenzione subentrata al PRQA, sottoscritta 
tra Regione Lombardia, Fondazione Lombardia per l'Ambiente, ARPA Lombardia e Politecnico di Milano. Una novità sostanziale è stata la diffusione online dei risultati di output di INEMAR.
A partire dal 2003 la Regione Lombardia ha affidato ad ARPA Lombardia la gestione dell'inventario delle emissioni, e in questo ambito sono stati eseguiti vari approfondimenti, come la stima delle emissioni di PM10, l'inventario delle emissioni di PM2.5 e il completamento dell'inventario emissioni di gas serra, di cui è stata garantita la compatibilità con le metodologie IPCC.
Nel 2006 ha avuto inizio la diffusione di INEMAR alle altre Regioni italiane interessate. Oltre alla Lombardia, al momento queste sono sette: Piemonte, Emilia-Romagna, Veneto, Trentino-Alto Adige, Friuli-Venezia Giulia, Puglia, Marche.

## Metodologia
Per realizzare un inventario delle emissioni in atmosfera, le emissioni delle varie tipologie di sorgenti dovrebbero essere quantificate direttamente (ossia tramite misurazioni dirette) per l'area e il periodo che si sta studiando. Per varie ragioni questo approccio, definito analitico, non è quasi mai traducibile nella realtà. Non solo è arduo quantificare in modo diretto e completo alcune tipologie emissive, ma il territorio oggetto dell'inventario è in molti casi troppo vasto (ad es. un'intera regione o nazione).
Solo poche tipologie di sorgenti sono suscettibili di essere studiate in modo analitico. Tra queste ci sono i grandi impianti industriali, come le centrali termoelettriche, gli inceneritori di rifiuti, i cementifici, i calcifici, le raffinerie di petrolio. 
Le emissioni degli impianti considerati sono localizzabili con precisione e in genere molto consistenti. Per questo motivo vengono monitorate per mezzo di sistemi che effettuano misure in continuo (ad es. ogni giorno). Possono essere raccolte tramite l'invio di apposite schede di censimento o consultando documentazione on-line. 
Le elaborazioni statistiche eseguite a partire da questo tipo di dati sono in grado di fornire l'emissione complessiva della sorgente studiata. 
Più problematico è invece l'utilizzo dei dati rilevati in impianti industriali di minori dimensioni. Questi dati derivano infatti da misure periodiche, nella maggior parte dei casi poco frequenti (una volta o due all'anno) a causa dei costi e delle difficoltà operative. Spesso poi le misure sono condotte con finalità quali la verifica dei limiti emissivi imposti dalle normative. È importante specificare che i dati raccolti nei catasti delle emissioni consultabili non sono fruibili per le finalità dell'inventario, in quanto contengono solo informazioni sul rispetto dei limiti normativi (valori limite). Si possono stimare le emissioni massime ammesse per legge, e il risultato potrà essere anche molto lontano dalla realtà.
Si capisce a questo punto come si debba ricorrere ad un approccio diverso. Il modo migliore per effettuare una stima è scegliere un indicatore caratteristico dell'attività della sorgente e di un fattore di emissione. Questo indicatore è specifico anche del tipo di combustibile eventualmente utilizzato e della tecnologia di abbattimento dei fumi adottata.
Il metodo consiste nell'applicazione di una semplice relazione lineare fra l'attività della sorgente e l'emissione. A livello generale la relazione può essere ricondotta alla seguente:
{\displaystyle Ei=A*FEi}
dove:
- Ei è l'emissione dell'inquinante i (t/anno per i macroinquinanti ad eccezione della CO2 in kt/anno; mg anno per i microinquinanti come i metalli pesanti, ng/anno per le diossine e i furani);
- A è l'indicatore dell'attività (ad es. quantità prodotta, consumo di combustibile, numero di capi);
- FEi è il fattore di emissione dell'inquinante i (ad es. g/t prodotta, kg/kg di solvente, g/abitante).

Per ottenere stime attendibili, è cruciale acquisire fattori di emissione precisi. L'unità di misura del denominatore del fattore di emissione utilizzato deve in ogni singolo caso essere la stessa dell'indicatore dell'attività. 
Ad esempio, nei processi di combustione l'indicatore è la quantità di combustibile bruciato, espressa in GJ/anno. Il fattore di emissione per un macroinquinante come gli ossidi di azoto deve allora essere espresso in g/GJ: nel caso di combustione nei forni dei cementifici bisogna fare attenzione a non usare fattori di emissione espressi in g/t di prodotto (che pure si trovano spesso in letteratura) moltiplicandoli per i GJ di combustibile bruciato.
Per la realizzazione dell'inventario è stata utilizzata la classificazione CORINAIR delle attività (nomenclatura SNAP 97). Le fonti dei fattori di emissione utilizzati sono molteplici; le più importanti sono il Guidebook EMEP/CORINAIR, US-EPA e IPCC.

## Sorgenti atmosferiche considerate
Inemar fornisce la stima delle emissioni diffuse, puntuali e lineari, come definite nell'ambito degli inventari delle emissioni in atmosfera.